# Шилтигем
Шилтигем (фр. Schiltigheim) град је у Француској, у департману Доња Рајна.
По подацима из 1999. године број становника у месту је био 30.841.

## Демографија
| 1962.  | 1968.  | 1975.  | 1982.  | 1990.  | 1999.  | 2011.  |
| ------ | ------ | ------ | ------ | ------ | ------ | ------ |
| 25.081 | 29.198 | 30.144 | 29.574 | 29.155 | 30.841 | 31.633 |